# بيلي بروير (لاعب كرة قدم أمريكية)
بيلي بروير (بالإنجليزية: Billy Brewer)‏ هو لاعب كرة قدم أمريكية أمريكي، ولد في 8 أكتوبر 1935 في كولومبوس في الولايات المتحدة، وتوفي في 12 مايو 2018.

## وصلات خارجية
- بيلي بروير على موقع مرجع كرة القدم المحترفة.كوم (الإنجليزية)